# سیلاستاتین
سیلاستاتین(به انگلیسی: Cilastatin) یک ترکیب شیمیایی است که نقش مهارکننده آنزیم دهیدروپپتیداز در انسان را دارد. این ماده به صورت ترکیبی با آنتی‌بیوتیک ایمی‌پنم استفاده می شود. 